# Медаль НАСА «За видатні наукові заслуги»
Медаль НАСА «За видатні наукові заслуги» (англ. NASA Exceptional Scientific Achievement Medal, ESAM) — нагорода НАСА, заснована 15 вересня 1961 року. Медаль присуджують за видатні наукові результати в галузях аеронавігації та космічних досліджень.

## Неповний список нагороджень
- 1962 — Роберт Бурдо[en]
- 1963 — Джон Губолт
- 1965 — Джек Джеймс[en]
- 1966 — Ріхард Франц Йозеф Аренсторф[3]
- 1968 — Мервін Олт
- 1969 — Чарльз Беррі, Вільям Браун, Томас Каннінг, Мустафа Шаїн, Хон-Ї Чіу[en], Кларенс Коун, Джеймс Дауні, Ервін Фелберг, Річард Грін, Рудольф Ганель, Вебб Геймейкер, Герхард Геллер[en], Гарві Габбард, Джеймс Гамфріс, Марк Келлі, Джеймс Купперіан, Дейл Ламб, Вольфганг Меккель, Пол Мюллер, Роберт Науманн, Вільям О'Брайант, Джордж Пайпер, Генрі Плоткін, Джозеф Рандалл, Дональд Рі, Ненсі Роман, Лі Шерер, Вільям Сьорген, Чарльз Сонетт, Роберт Стоун, Девід Ворк, Річард Віткомб, Дональд Вайз
- 1970 — Вільям Енджеле, Джеймс Арнольд[en], Пол Коулман, Леверетт Девіс, Мілнер Ескью, Герберт Фрідман, Пол Гаст, Пітер Макдоран, Воррен Мартін, Моріс Морін, Марсія Нойгебауер, Едвард Перкінс, Едвард Сміт, Конвей Снайдер, Нельсон Спенсер, Патрік Таддеус, Роберт Вокер, Джеральд Вассербург
- 1971 — Джон Фреше
- 1972 — Роберт Стейнбахер[4], Томас Даксбері, Чарльз Ектон, Джордж Роберт Каррутерс.
- 1973 — Вільям Фішер
- 1974 — Джон Сімпсон[5], Вільям Едгар Торнтон[6], Август Вітт, Керолін Гантун.
- 1975 — Едвард Перді Ней[en]
- 1976 — Тіто Серафіні
- 1977 — Янош Ланьї
- 1978 — Елаю Болдт, Гейл Бредт, Герберт Фрідман, Гордон Гармайр, Герберт Гурський[en], Волтер Левін, Френк Макдональд[en], Лоуренс Пітерсон[en][7], Елвін Сіфф, Роберт Толсон
- 1979 — Мілтон Галем
- 1980 — Ріккардо Джакконі
- 1981 — Ендрю Інгерсолл[en], Талівалдіс Спалвінс
- 1982 — Мері Гелен Джонстон[en], Джефф Куззі, Джеймс Таранік.
- 1983 — Джоель Левін[en][8][9]
- 1984 — Дональд Кемпбелл[en], Фред Джиллетт[en], Джеймс Гоук[en], Френк Лоу[en][10]
- 1985 — Прем Чанд Панді[en]
- 1986 — Джефф Куззі, Крофтон Фермер, Френк Грунтанер, Тейлор Ванг
- 1988 — Нітца Маргаріта Сінтрон[en], Гарольд Вівер, Майкл Мумма[en].
- 1989 — Маріо Моліна[11], Дональд Кесслер, Інес Фунґ[12]
- 1990 — Чарльз Телеско, Джон Гарві[13], Мартін Померанц[en]
- 1991 — Гайрул Заман, Джон Мазер, Мануель Салас, Рой Спенсер, Джон Крісті
- 1992 — Чарльз Беннет, Джон Брандт, Едвард Ченг, Дональд Клейтон[en], Голланд Форд, Едвард Грот[en], Річард Гармс, Сара Гіп, Пітер Джекобсон, Вільям Джеффріс, Томас Келсолл, Майкл Кінг, Тод Лауер[en][14], Девід Лекроун, Дуччо Маккетто, Стефан Мейерс, Гарві Мозлі, Томас Мердок, Рут Пейтер(інші мови)[15], Майкл Пратер, Річард Шейфер, Роберт Сілверберг, Вейкуо Тао, Джеймс Вестфал, Рей Вейман, Едвард Райт, Джеймс Дікарло, Натан Джейкобсон, Джордж Смут
- 1993 — Ребекка Маккей
- 1994 — Роберт Біндшедлер, Теодор Банч, Еммет Шаппелл, Малкольм Коен, Дейл Крукшенк, Гей Гардін, Еліс Гардінг, Дональд Горан, Вініфред Хуо, Ізабелла Льюїс, Ерік Маларет, Камден Маккарл, Роберт Рісс, Пірс Селлерс, Тревор Соренсен, Томас Занг.
- 1995 — Джеймс Смялек, Марія Зубер, Роберт Мозер[en]
- 1996 — Кевін Занл, Керолін Шумейкер, Юджин Шумейкер
- 1997 — Джеймс Арнольд, Девід Аткінсон, Девід Бейлі, Джон Карлстром, Ара Чутджян, Джон Коннелл, Гарольд Фішер, Еверетт Гібсон, Вільям Гроуз, Маршалл Джой, Кеті Томас-Кепрта, Луїс Ланцеротті, Девід Маккей, Майкл Мумма, Хассо Німанн, Гленн Ортон, Пітер Пілевський, Керолін Первіс, Борис Регент, Елвін Сейфф, Лоуренс Сромовський, Ульф фон Зан, Річард Зейрі
- 1998 — Нароттам Бансал, Тімоті Лі
- 1999 — Джефф Куззі, Мартін Вайскопф
- 2000 — Г'ю Крістіан, Джоан Фейнман, Мона Гаг'ярд, Йорам Кауфман, Елліс Ремсберг.
- 2002 — Томас Чарлок, Жиль Пельцер
- 2003 — Філіп Крістенсен[en], Джин Дікі[en], Джеффрі Марсі, Мартін Млинчак, Рональд Мур, Річард Мушоцький, Ерік Ріньо[en], Фарід Салама, Вей-Куо Тао
- 2004 — Чарльз Беннет, Рендалл Гьюлет, Девід Крац, Стівен Остро, Томас Север, Кріс Вебстер, Юк-Лінг Юнг[en]
- 2005 — Ічіро Фукуморі, Джеймс Гоук[en], Ніколас Левентіс, Стівен Зюсс, Майкл Воткінс
- 2006 — Майкл А'Герн[en], Девід Шарбоно[en], Дрейк Демінг, Ніл Герелс[en], Джон Ле Маршалл, Едвард Стоун, Тод Стромаєр, Ларрі Томасон
- 2007 — Скотт Браун, Дональд Браунлі[en], Джоан Сентрелла[en], Мустафа Шахін, Марк Марлі, Ерік Ріньо, Алан Тайтл
- 2008 — Ентоні Дель Геніо, Девід Фішер, Джеральд Геймсфілд, Расселл Говард, Рональд Квок, Майкл Міщенко, Сон Нгієм
- 2009 — Джеймс Фесмайр, Жиль Пельцер, Майкл Мумма, Енн Дуглас[en][16]
- 2010 — Пітер Сміт, Вільям В. Бойнтон, Гізер Інос, Крістофер Сіногара[17]
- 2011 — Карл Гріллмейр, Сюзанна Смрекар[en], Юге Сонг, Тімоті Лі, Ерік Дженсен, Джейсон Роу, Джефф Скаргл, Шеріл Нікерсон
- 2013 — Девід Пейдж,
- 2014 — Джошуа Коулман, Деніел Губер,
- 2015 — Керрі Андерсон[18]
- 2016 — Девід Сіарді[en], Емі Вайнбарджер, Франческо Томбезі, Хіроя Ямагучі, Ігнасі Телесман, Джейсон Роу
- 2017 — Сільвен Гір'єк, Марія Крістіна Де Санктіс[19], Семюель Гулкіс[19], Томас Преттіман[19], Мішель Валліснері[en][19], Кастурі Венкатешваран[19], Бет Левандовскі[20]
- 2018 — Сьюзен Маллаллі, Майкл Стенгер, Адольфо Фігероа Вінас, Гордон Голман[en], Лазарос Ореопулос, Річард Рей, Крістіна Де Санктіс, Вальтер Петерсен, Майкл Рассел[en]
- 2019 — Джон Болтен, Карл Девор, Алекс Глосер, Джонатан Чжян, Ерін Кара, Фей Лю, Елізабет Макдональд, Емі Саймон, Лінн Вілсон III, Чол Парк,[21] Андреас Натуес
- 2020 — Рене Вебер[22], Завен Арзуманян
- 2021 — Джон Баросс[en][23], Елі Двек, Флойд Вільям Стекер, Сюй Лю, Елеонора Троя[en]
- 2022 — Сібасіш Лаха, Джейн Рігбі, Майкл МакЕлвейн, Чарльз Ніколос Ардж[24]
- 2023 — Гунбін Ю, Кодзі Мукай, Глін Коллінсон, Панкадж Кумар[25]